# Syllepte patagialis
Syllepte patagialis is een vlinder uit de familie grasmotten (Crambidae). De wetenschappelijke naam van deze soort is voor het eerst voorgesteld als Botys patagialis door Philipp Christoph Zeller in een publicatie uit 1852.
De soort komt voor in Kameroen, Congo-Kinshasa, Zuid-Afrika en de Comoren.